# Tre män och en baby
Tre män och en baby (engelska: Three Men and a Baby) är en amerikansk komedifilm från 1987 i regi av Leonard Nimoy. I huvudrollerna ses Tom Selleck, Ted Danson och Steve Guttenberg. Filmen fick 1990 den fristående uppföljaren Tre män och en liten tjej.

## Handling
Peter (Tom Selleck) bor med sina kompisar Jack (Ted Danson) och Michael (Steve Guttenberg). En dag finns det en liten baby utanför porten tillsammans med ett brev från modern där hon förklarar att Jack är fadern och att hon inte kan ta hand om babyn just nu. Jack, som är ovetande om att han är fadern, är dessvärre inte hemma utan iväg på ett jobb. Samtidigt vet Peter och Michael knappt inte hur man ska ta hand om en baby.

## Rollista i urval
| Tom Selleck      | – Peter Mitchel       |
| Ted Danson       | – Jack Holden         |
| Steve Guttenberg | – Michael Kellam      |
| Margaret Colin   | – Rebecca             |
| Celeste Holm     | – Mrs Holden          |
| Nancy Travis     | – Sylvia Bennington   |
| Paul Guilfoyle   | – Vince               |
| Philip Bosco     | – Det. Sgt. Melkowitz |

## Om filmen
Filmen är en nyinspelning av den franska komedifilmen Ungkarlsbabyn ("Trois Hommes et un Couffin") från 1985.
Filmen hade Sverigepremiär den 25 mars 1988 på biograferna Draken, Filmstaden, Rival, och Spegeln i Stockholm.

### Fotnoter
1. ↑  ”Three Men and a Baby” (på engelska). Box Office Mojo. 25 november 1987. http://www.boxofficemojo.com/movies/?id=threemenandababy.htm. Läst 23 september 2016.
2. ↑  Mats Karlsson (19 mars 2015). ”21 filmer du inte visste var remakes”. Moviezine. https://www.moviezine.se/nyheter/21-filmer-du-inte-visste-var-remakes. Läst 23 september 2016.
3. ↑  ”3 Men and a Baby”. Svensk filmdatabas. 25 mars 1988. http://www.sfi.se/sv/svensk-filmdatabas/Item/?itemid=16029&type=MOVIE&iv=Basic. Läst 23 september 2016.